# Soneja
Soneja – gmina w Hiszpanii, w prowincji Castellón, we wspólnocie autonomicznej Walencja, o powierzchni 29,1 km². W 2011 roku liczyła 1525 mieszkańców.